# Ozurgeti (wieś)
Ozurgeti – wieś w Gruzji, w regionie Guria, w gminie Ozurgeti. W 2014 roku liczyła 1388 mieszkańców.